# Лехув (Лодзинське воєводство)
Лехув (пол. Lechów) — село в Польщі, у гміні Черневиці Томашовського повіту Лодзинського воєводства.
Населення — 171 особа (2011).
У 1975-1998 роках село належало до Пйотрковського воєводства.

## Демографія
Демографічна структура станом на 31 березня 2011 року:
|          | Загалом | Допрацездатний вік | Працездатний вік | Постпрацездатний вік |
| -------- | ------- | ------------------ | ---------------- | -------------------- |
| Чоловіки | 78      | 20                 | 50               | 8                    |
| Жінки    | 93      | 25                 | 45               | 23                   |
| Разом    | 171     | 45                 | 95               | 31                   |